# Patrick Modiano
Jean Patrick Modiano (Boulogne-Billancourt, 30 luglio 1945) è uno scrittore e sceneggiatore francese.

## Biografia
Nasce a Boulogne-Billancourt, città poco distante da Parigi, il 30 luglio del 1945, figlio di Albert Modiano, francese di origini ebraico-italiane, e di Louisa Colpijn, un'attrice belga di etnia fiamminga. Studia dapprima in Alta Savoia, poi al Liceo Henri-IV di Parigi; conosce Raymond Queneau, amico della madre, che gli darà anche delle lezioni individuali di geometria e con il quale entrerà anch'egli in amicizia. Termina gli studi liceali ad Annecy, conseguendo il baccalauréat nel 1962, senza proseguire.
Introdotto dall'amico Queneau nel mondo letterario, conosce l'editore Gallimard e, nel 1967, scrive il suo primo romanzo La Place de l'Étoile, che viene pubblicato dallo stesso Gallimard; il romanzo gli vale il Premio Roger Nimier. È documentarista per Carlo Ponti e paroliere per Françoise Hardy. Nei suoi romanzi, per lo più ambientati nella Parigi occupata dai nazisti e costruiti intorno alla figura dello straniero, dell'esule, dell'ebreo, si intrecciano una vena disperata di ascendenza esistenzialista e il gusto della rievocazione.
L'autore rievoca molto spesso, nei personaggi dei suoi romanzi, l'ambigua figura del padre, un ebreo sicuramente vittima del Nazismo, che però, arrestato nel 1943, si dimostrò pronto a tutto pur di sopravvivere (infatti, riuscì a sfuggire alla deportazione grazie a potenti amicizie collaborazioniste): una figura dalla duplice e ambigua identità, invischiata molto spesso in rapporti di complicità con i carnefici.
Nel 1978 il romanzo Rue des Boutiques Obscures (titolo che si riferisce a via delle Botteghe Oscure, di Roma, dove ha anche abitato), gli vale il Premio Goncourt. Nel 1996 riceve dal Ministero della Cultura francese il Grand Prix national des lettres. Nel 2000 l'Académie française gli conferisce il Grand Prix de littérature Paul Morand
In Italia i primi libri dello scrittore appaiono presso la casa editrice Rusconi; Villa triste viene tradotto in italiano da Alfredo Cattabiani. Nel 2008 ha scritto la prefazione al diario di Hélène Berr e l'anno successivo a un'edizione del romanzo Niente di nuovo sul fronte occidentale di Erich Maria Remarque.
Nel 2014 l'Accademia svedese gli ha assegnato il Premio Nobel per la letteratura, «per l'arte della memoria con la quale ha evocato i destini umani più inesplicabili e scoperto il mondo della vita nel tempo dell'occupazione».

## Opere

### Romanzi
- La Place de l'Étoile, Paris, Gallimard, 1968.
- La Ronde de nuit, Paris, Gallimard, 1969.
- Les Boulevards de ceinture, Paris, Gallimard, 1972.
  - I viali di circonvallazione, trad. di Annamarcella Falco Tedeschi, Milano, Rusconi, 1973; Milano, Bompiani, 2014, ISBN 978-88-452-7891-4.
- Villa triste, Paris, Gallimard, 1975.
  - Villa triste, trad. di Anna e Alfredo Cattabiani, Milano, Rusconi, 1976; Milano, Bompiani, 2014, ISBN 978-88-452-7892-1.
- Livret de famille, Paris, Gallimard, 1977.
- Rue des Boutiques Obscures, Paris, Gallimard, 1978.
  - Via delle Botteghe Oscure, trad. di Giancarlo Buzzi, Milano, Rusconi, 1979; Milano, Bompiani, 2014, ISBN 978-88-452-7893-8.
- Memory Lane, 1980.
- Une jeunesse, Paris, Gallimard, 1981.
- De si braves garçons, Paris, Gallimard, 1982.
- Quartier perdu, Paris, Gallimard, 1984.
- Dimanches d'août, Paris, Gallimard, 1986.
  - Domeniche d'agosto, trad. di Leonella Prato Caruso, Collana I Narratori, Milano, Feltrinelli, 1987, ISBN 88-07-01334-7.
- Remise de peine, Paris, Seuil, 1988.
  - Riduzione di pena, trad. di Maruzza Loria, con un'intervista all'Autore di Maryline Heck, Roma, Lantana, 2011, ISBN 978-88-97012-22-1.
- Vestiaire de l'enfance, Paris, Gallimard, 1989.
- Voyage de noces, Paris, Gallimard, 1990.
  - Viaggio di nozze, trad. di Leonella Prato Caruso, Milano, Frassinelli, 1991, ISBN 978-88-200-5823-4.
- Fleurs de ruine, Paris, Seuil, 1991.
  - Fiori di rovina, trad. di Maruzza Loria, Roma, Lantana, 2012, ISBN 978-88-97012-40-5.
- Un cirque passe, Paris, Gallimard, 1992.
- Chien de printemps, Paris, Seuil, 1993.
  - Primavera da cani, trad. di Maruzza Loria, Roma, Lantana, 2014, ISBN 88-97012-73-6.
- Du plus loin de l'oubli, Paris, Gallimard, 1996.
  - Dall'oblio più lontano, trad. di Emanuelle Caillat, Collana Supercoralli, Torino, Einaudi, 2017, ISBN 978-88-06-23223-8.
- Dora Bruder, Paris, Gallimard, 1997.
  - Dora Bruder, trad. di Francesco Bruno, Parma, Guanda, 1998, ISBN 88-8246-033-9; Milano, TEA, 2000, ISBN 88-7818-727-5.
- Des inconnues, Paris, Gallimard, 1999.
  - Sconosciute, trad. di Paola Gallo, Collana I Coralli n. 122, Torino, Einaudi, 2000. ISBN 88-06-15401-X; Collana Super ET, 2014 ISBN 978-88-06-22602-2.
- La Petite Bijou, Paris, Gallimard, 2001.
  - Bijou, trad. di Irene Babboni, Collana L'Arcipelago n.64, Torino, Einaudi, 2005, ISBN 88-06-17009-0.
- Accident nocturne, Paris, Gallimard, 2003.
  - Incidente notturno, trad. di Emanuelle Caillat, Collana Supercoralli, Torino, Einaudi, 2016, ISBN 978-88-062-2936-8.
- Un pedigree, Paris, Gallimard, 2005.
  - Un pedigree, trad. di Irene Babboni, Collana Supercoralli, Torino, Einaudi, 2006, ISBN 88-06-17882-2; Collana ET, Einaudi, 2014, ISBN 978-88-06-22601-5.
- Dans le café de la jeunesse perdue, Paris, Gallimard, 2007.
  - Nel caffè della gioventù perduta, trad. di Irene Babboni, Collana L'Arcipelago n. 168, Torino, Einaudi, 2010, ISBN 978-88-06-19381-2.
- L'Horizon, Paris, Gallimard, 2010.
  - L'orizzonte, trad. di Emanuelle Caillat, Collana L'Arcipelago n. 195, Torino, Einaudi, 2012, ISBN 978-88-06-20767-0.
- L'Herbe des nuits, Paris, Gallimard, 2012.
  - L'erba delle notti, trad. di Emanuelle Caillat, Collana Supercoralli, Torino, Einaudi, 2014, ISBN 978-88-06-21693-1.
- Pour que tu ne te perdes pas dans le quartier, 2014.
  - Perché tu non ti perda nel quartiere, trad. di Irene Babboni, Collana Supercoralli, Torino, Einaudi, 2015, ISBN 978-88-062-2655-8.
- Souvenirs dormants, Paris, Gallimard, 2017.
  - Ricordi dormienti, trad. di Emanuelle Caillat, Collana Supercoralli, Torino, Einaudi, 2018, ISBN 978-88-06-23976-3.
- Encre Sympathique, Paris, Gallimard, 2019
  - Inchiostro simpatico, trad. Emanuelle Caillat, Collana Supercoralli, Torino, Einaudi, 2021, ISBN 9788806248963
- Chevreuse, Paris, Gallimard, 2021.
  - La strada per Chevreuse, trad. di Emanuelle Caillat, Collana Supercoralli, Torino, Einaudi, 2023, ISBN 978-88-06-25564-0.
- La danseuse, Paris, Gallimard, 2023.

#### Romanzi per ragazzi
- Catherine Certitude (1988), con disegni di Jean-Jacques Sempé
  - Sogni senza occhiali, a cura di Jean-Jacques Sempè Fatucci O., trad. di Giulio Lughi, Collana Storie e Rime, Trieste, Einaudi Ragazzi, 1993, ISBN 88-7926-108-8.
  - Caterina Certezza, trad. di Maria Vidale, Roma, Donzelli, 2014, ISBN 978-88-6843-035-1.

#### Teatro
- La Polka, 1974.
- Poupée blonde, con disegni di Pierre Le-Tan, Paris, Seuil, 1992.
- Nos debuts dans la vie, Paris, Gallimard, 2017.
  - Il nostro debutto nella vita, trad. di Emanuelle Caillat, Torino, Einaudi, 2020, ISBN 978-88-06-24376-0.

## Film tratti dai suoi romanzi
- Une jeunesse, regia di Moshé Mizrahi (1983)
- Il profumo di Yvonne, regia di Patrice Leconte (Le Parfum d'Yvonne, 1993)
- Te quiero, regia di Manuel Poirier (2001)
- Charell, regia di Mikhael Hers (2006)
- Des gens qui passent, regia di Alain Nahum (2009)

### Collaborazioni a sceneggiature
- Cognome e nome: Lacombe Lucien, regia di Louis Malle (1974)
- Le Fils de Gascogne, regia di Pascal Aubier (1996)
- Bon Voyage, regia di Jean-Paul Rappeneau (2003)